# 50th Street (IRT Broadway-Seventh Avenue Line)
Pour les articles homonymes, voir 50th Street.
50th Street est une station, établie en souterrain, de la ligne d'infrastructure IRT Broadway-Seventh Avenue du métro de New York. Elle est située, à l'intersection West 50th Street & Broadway, quartier Midtown, dans l'arrondissement de Manhattan, de la ville de New York aux États-Unis.
C'est une station historique ouverte, par l,Interborough Rapid Transit Company (IRT), en 1904. Exploitée par la New York City Transit Authority depuis 1940, elle est desservie, jour et nuit, par les rames du service 1 et uniquement la nuit par les rames du service 2.

## Histoire
La station 50th Street est programmée dans le cadre de la West Side Line de l,Interborough Rapid Transit Company (IRT) entre la 47e rue et la 60e rue. La société Naughton & Company, attributaire de cette section, ouvre le chantier de construction le 19 septembre 1900. À la fin de l'année 1903, le chantier s'achève, seules la centrale électrique et les sous-stations électriques sont encore en cours de montage,. La station de la 50th Street est mise en service le 27 octobre 1904, lors de l'ouverture à l'exploitation de la ligne et ses 28 stations originales de la West Side Branch, entre la station City Hall et la station 145th Street,.

## Services aux voyageurs

### Desserte

Installations et desserte
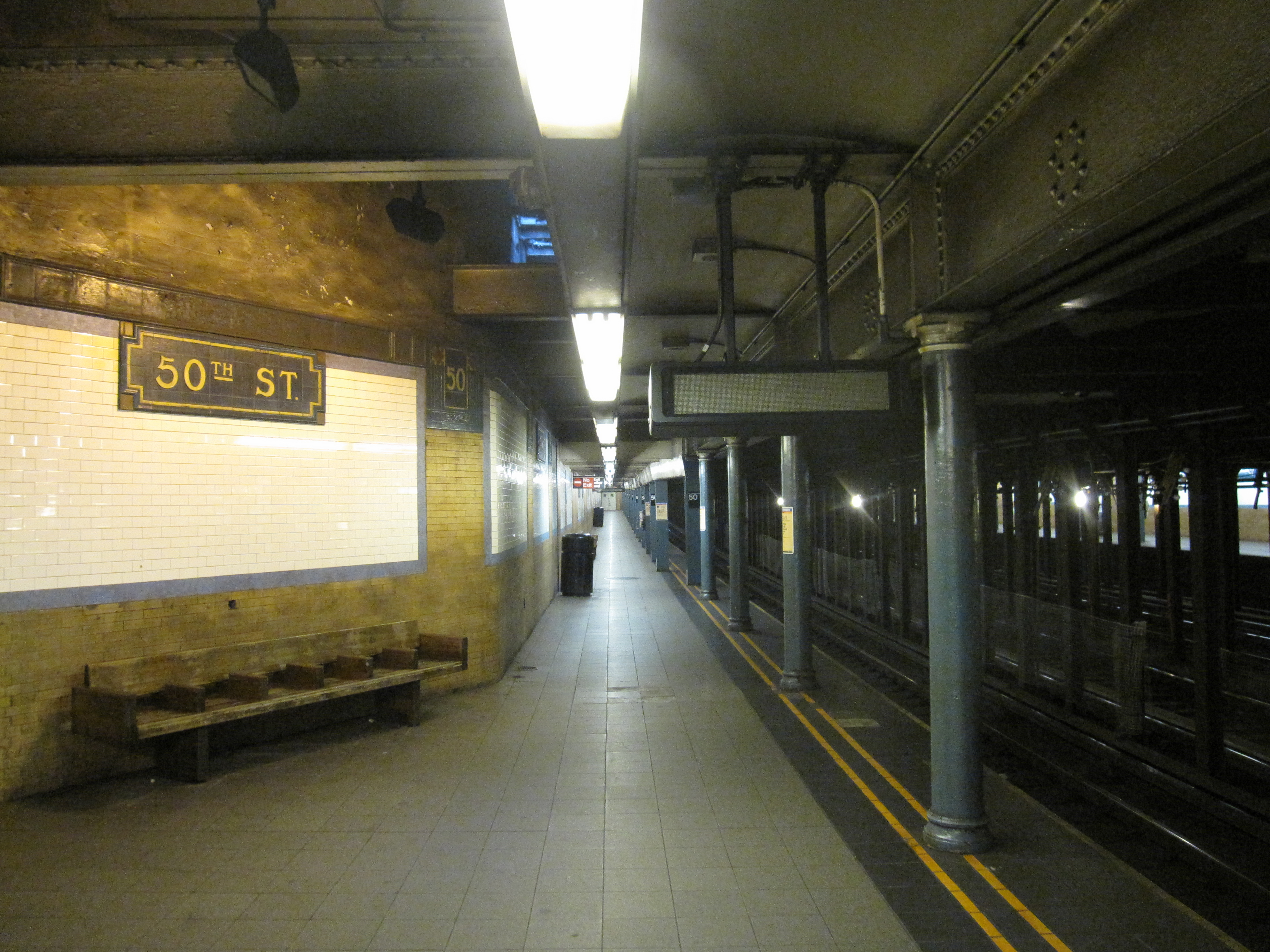
En 2010.
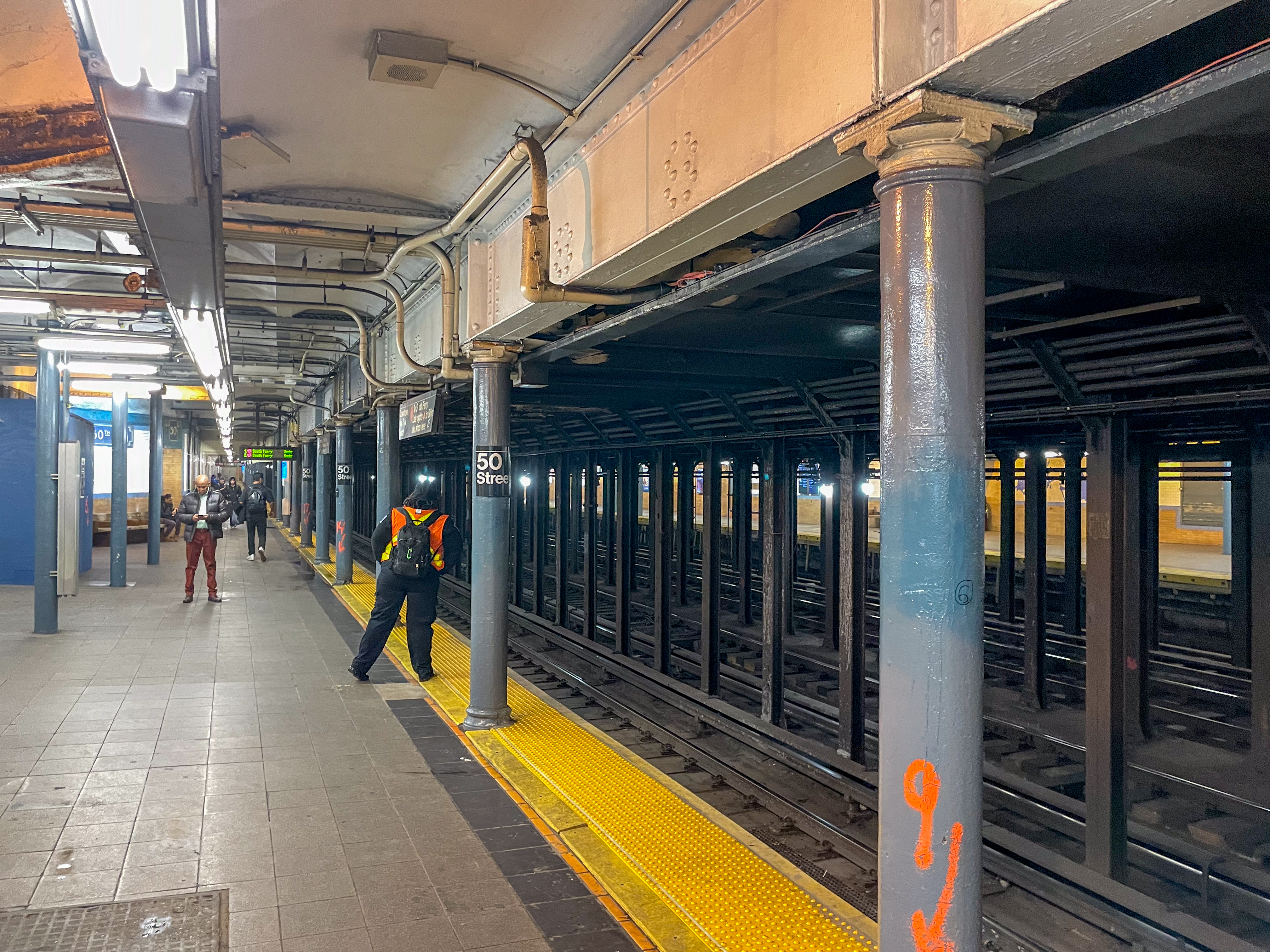
En 2024.
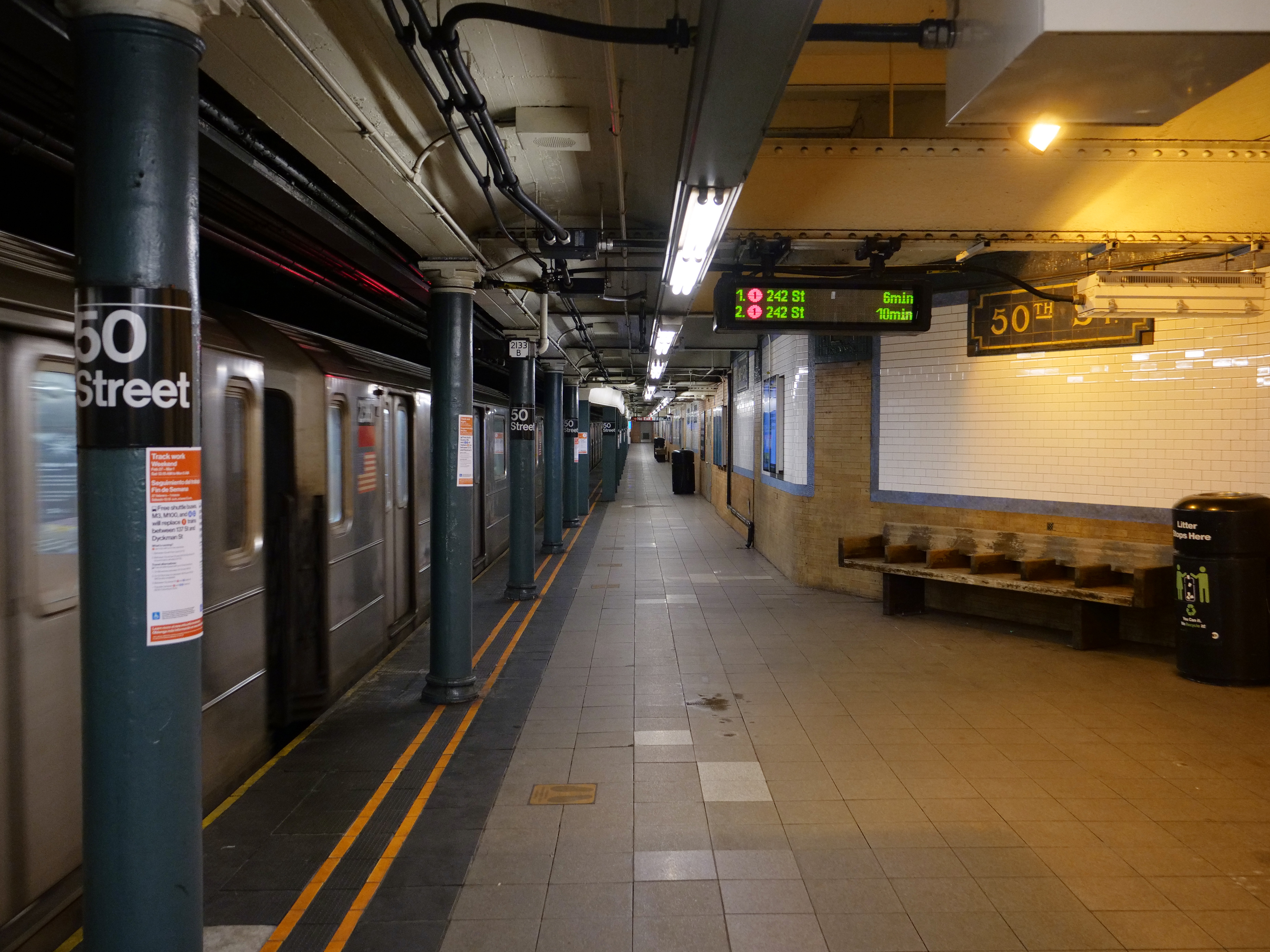
En 2021.

## Patrimoine ferroviaire

Céramiques
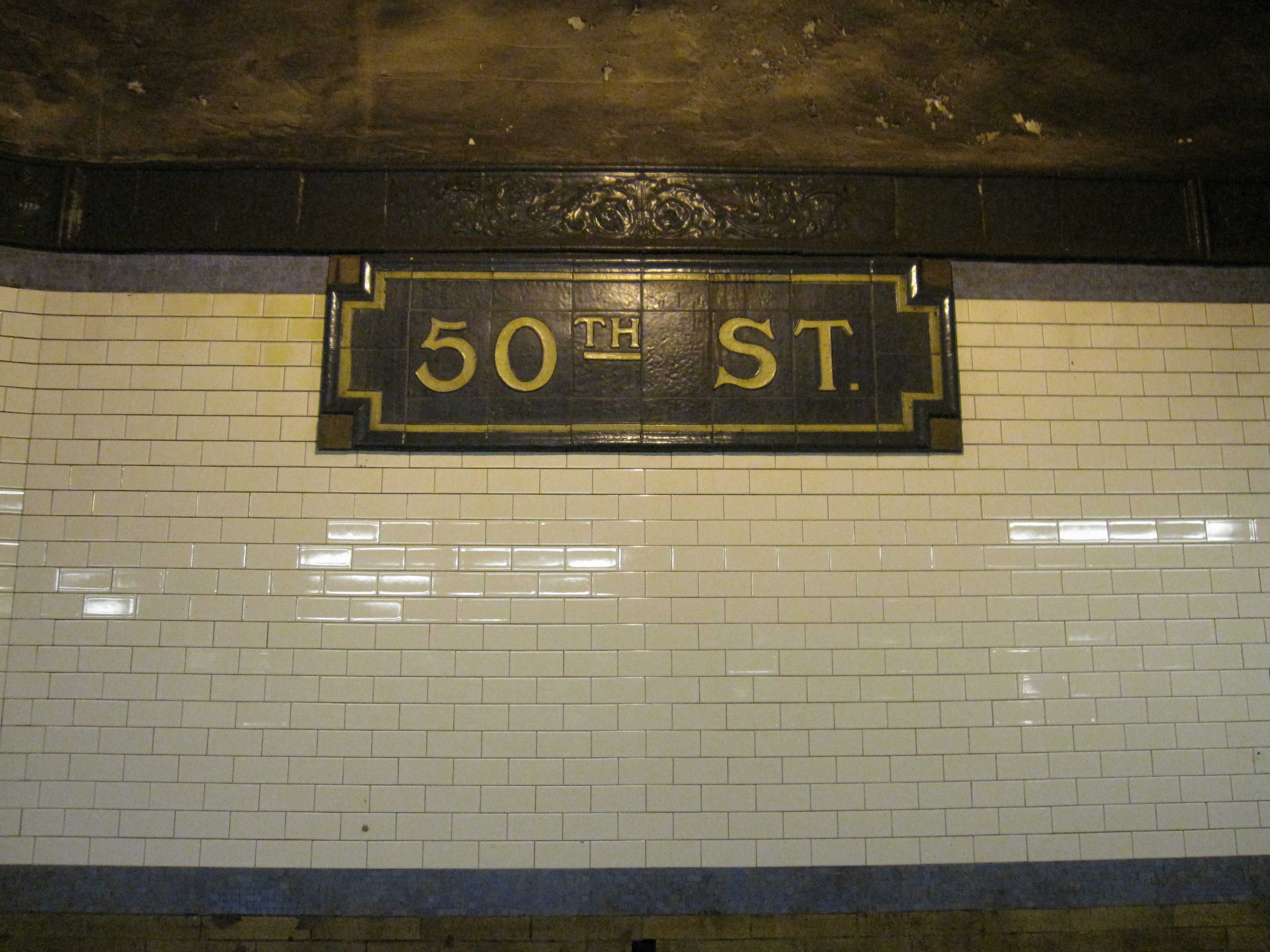
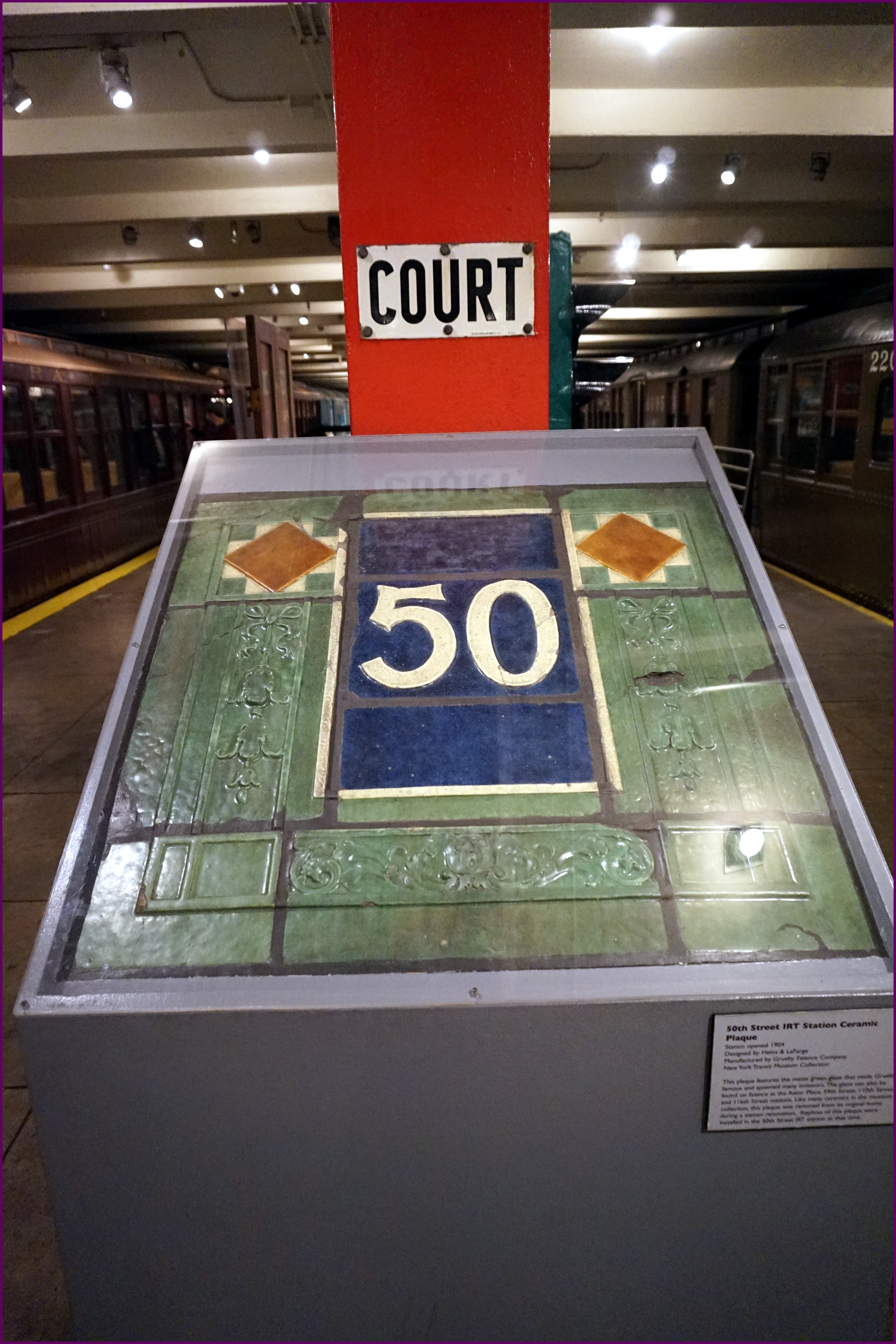
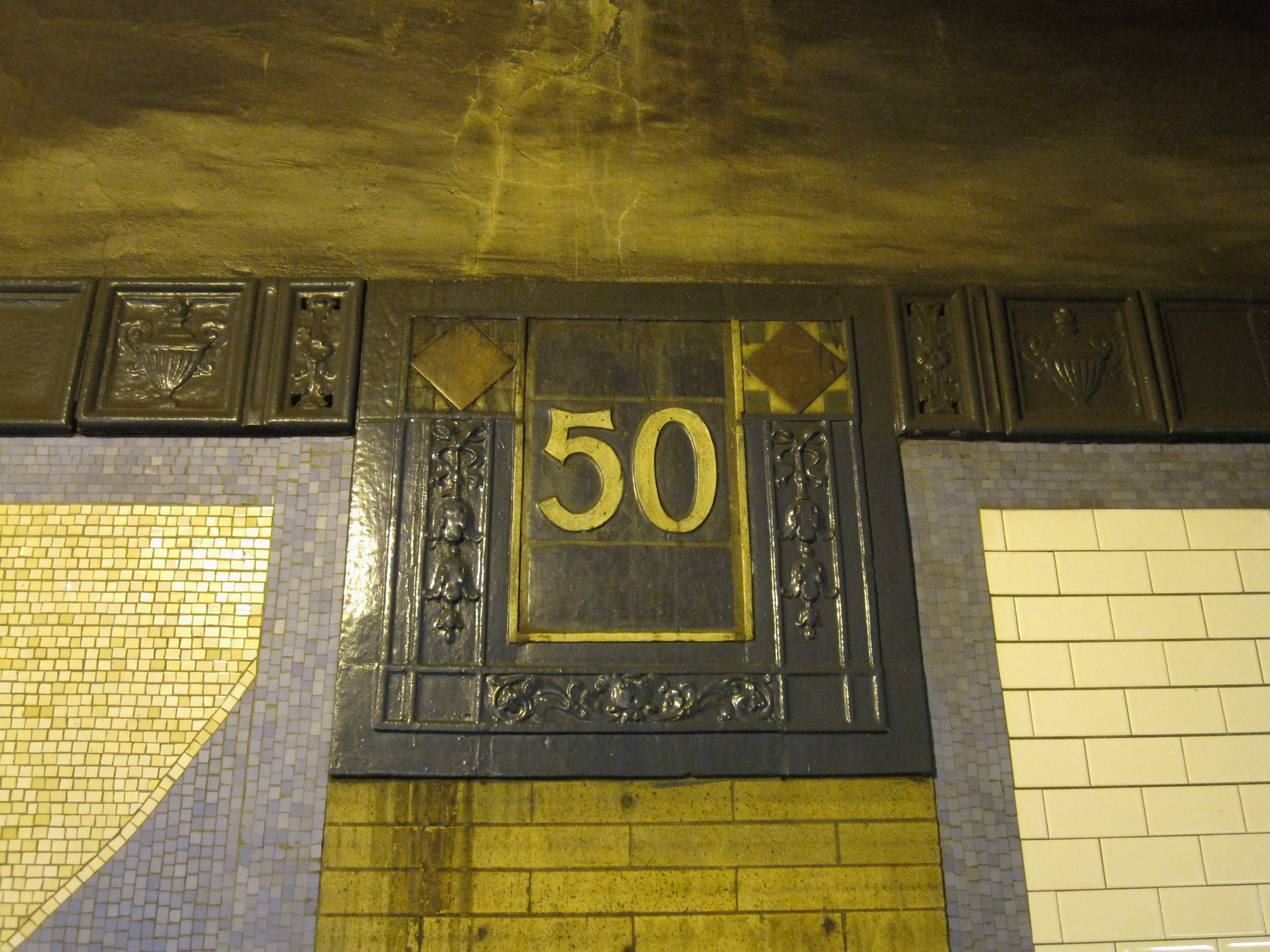